# The Damned (película de 2024)
The Damned es una película de terror coproducida internacionalmente de 2024 dirigida por Thordur Palsson. Escrita por Jamie Hannigan a partir de una historia de Palsson, está protagonizada por Joe Cole y Odessa Young.

## Premisa
Durante un duro invierno del siglo XIX, los habitantes de un remoto puesto costero presencian un naufragio.

## Elenco
- Odessa Young como Eva
- Joe Cole como Daniel
- Lewis Gribben
- Siobhan Finneran
- Francisco Magee
- Rory McCann
- Turlough Convery
- Mícheál Óg Lane
- Andrean Sigurgeirsson

## Producción
Thordur Palsson escribió la historia y dirige, mientras que Jamie Hannigan escribió el guion. Emilie Jouffroy y Kamilla Hodol están producidas para Elation Pictures junto a John Keville y Conor Barry de Wild Atlantic Pictures y Netop Films. más o menos. Los productores también incluyen a Tim Headington, Theresa Steele Page y Nate Kamiya, que producen para Ley Line Entertainment. 
Odessa Young fue elegida para interpretar a Eva en 2021. En abril de 2023, el elenco también incluía a Joe Cole, Lewis Gribben, Siobhan Finneran, Francis Magee, Rory McCann, Turlough Convery, Mícheál Óg Lane y Andrean Sigurgeirsson.
El rodaje tuvo lugar en Islandia en 2023 y el proyecto entró en posproducción en la primavera de 2023. 

## Estreno
Tuvo su estreno mundial en el Festival de Cine de Tribeca de 2024 el 6 de junio de 2024. Antes de eso, Vertical adquirió los derechos de distribución de la película en América del Norte y planeaba estrenarla más adelante en 2024. La película se estrenó en cines el 3 de enero de 2025.